# Assa wollumbin
Az Assa wollumbin a kétéltűek (Amphibia) osztályának békák (Anura) rendjébe, a Myobatrachidae családba, azon belül az Assa nembe tartozó faj.

## Előfordulása
Ausztrália endemikus faja. Ausztrália Új-Dél-Wales államának északkeleti részén, a Mount Warning (Wollumbin) hegység lejtőin, esőerdővel borított környezetben  honos.

## Taxonómiai helyzete
A korábban a nem egyetlen fajának tartott Assa darlingtoni egyik populációjának tekintették, de 2021-ben új fajként írták le, miután az Assa darlingtoni genetikai elemzése során megállapították, hogy a wollumbini populáció genetikailag kellően elkülönül; fizikailag is kisebb, mint az Assa darlingtoni. Megkülönböztethetősége ellenére az Assa darlingtoni populációitól mindössze 15 kilométer választja el; az ősi Tweed vulkánban az Assa darlingtoni az egykori kaldera falát, míg az Assa wollumbin az egykori vulkáni dugót, a mai Mt. Wollumbint lakja. Az Assa darlingtonihoz hasonlóan szokatlan szülői gondozás jellemzi, a hím egyedek a fejlődő ebihalakat bőr alatti tasakokban hordozzák a csípőjükön. Nagyon kis elterjedése miatt javasolták, hogy a fajt a súlyosan veszélyeztetett kategóriába sorolják.

## Megjelenése
Apró termetű békafaj, testhossza elérheti a 20 mm-t. Színe a világos krémszíntől a barnás narancssárgáig vagy a barna különböző árnyalataiig terjed, gyakran sötétebb V alakú jegyekkel a hátán és a szemei között. Szeme mögül egészen az ágyékáig egyszínű vagy foltos fekete csík húzódik. Mellső és hátsó lábfejei úszóhártya nélküliek; ujjai végén nagyon apró korongok vannak.

## Életmódja
A faj szaporodásbiológiája különleges. A hímek az erdő talaján, a lombok alatt vagy a kövek között hívogatják énekükkel a nőstényeket. A párzás során egy viszonylag kevés, nagyméretű petéből álló fészekaljat raknak le a talajra. A hím a peték mellett marad, amíg azok nagyjából hét nap múlva ki nem kelnek. Ekkor a hím a peték főlé helyezkedik. A fehér színű ebihalak kikelnek, és a hím hasának két oldalán lévő tasakokba kúsznak fel. Az ivadékok ezekben a tasakokban fejlődnek, és teljesen átalakulva kis békákká válnak. A hímek egy szaporodási időszakon belül többször is párosodhatnak, és egyidejűleg különböző fejlődési stádiumú ivadékokat is hordozhatnak.

## Természetvédelmi helyzete
A vörös lista jelenleg még nem tartja nyilván, de a kutatók javasolják a súlyosan veszélyeztetett kategóriába sorolását.